# Staustufe Apach

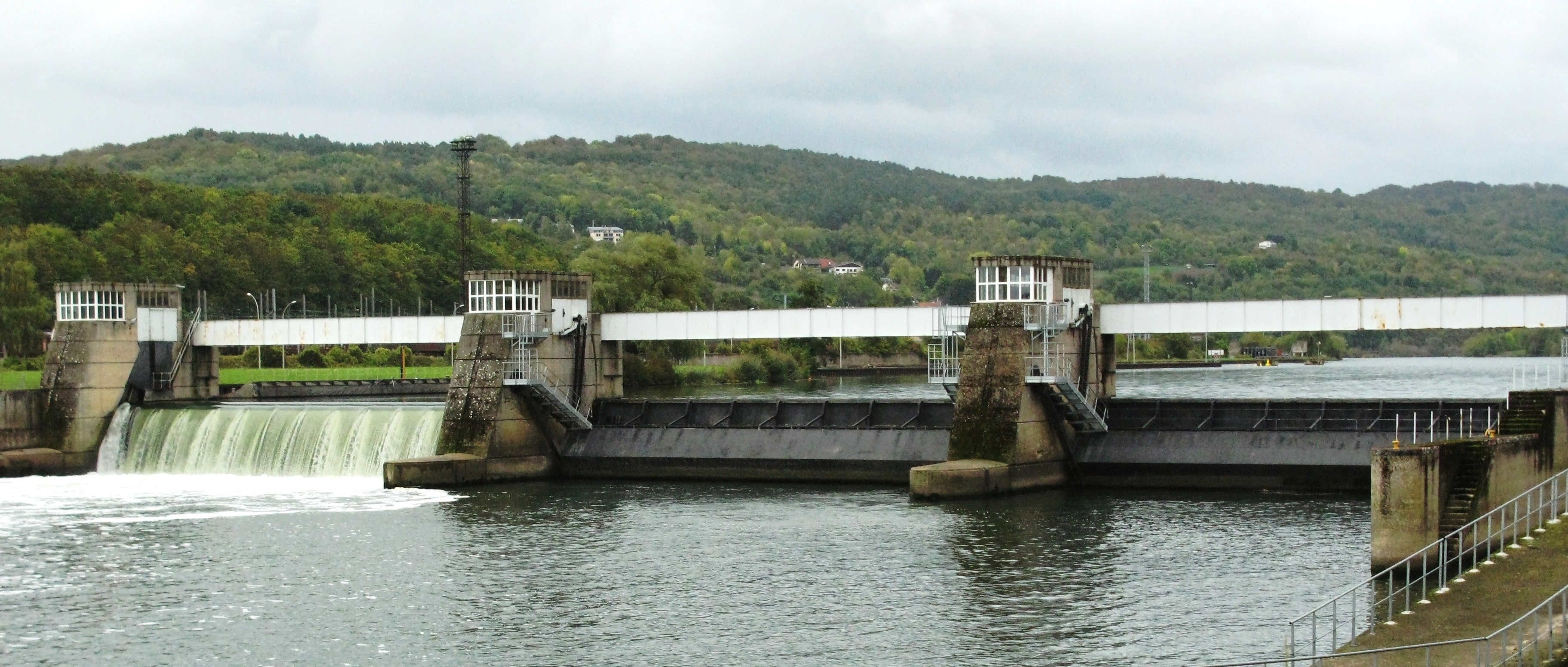
Das Wehr, links befindet sich die Insel, rechts das Kraftwerk

Die Staustufe Apach (franz.: Écluse d'Apach oder auch Écluse d'Apach-Schengen) mit der Schleuse Apach, dem Wehr Schengen-Apach und dem Kraftwerk Schengen–Apach an der Mosel wurde bis 1964 fertig gestellt und liegt auf französischem, luxemburgischem und deutschem Hoheitsgebiet nahe der französischen Gemeinde Apach (luxemburgisch Opéch), direkt am Dreiländereck Deutschland – Luxemburg – Frankreich. Die Staustufe Apach ist von der Mündung der Mosel bei Koblenz gezählt die 13. Staustufe mit dem 13. Kraftwerk an diesem Gewässer.
Die Schleuse wurde nach einem Pionier der Moselschifffahrt, Pierre Ricard (1899–1956) benannt. Sein Name und Relief schmücken den Schleusenturm.

## Geschichte
Als erste Staustufe wurde die Mosel-Staustufe Koblenz 1941 begonnen. Bedingt durch den Zweiten Weltkrieg wurde das Bauprojekt 1944 eingestellt. Von 1948 bis 1951 wurde der Bau der Staustufe Koblenz unter Leitung der französischen Besatzungsmacht vollendet. Im Zuge der weiteren Moselkanalisierung von 1958 bis 1964 wurde die Mosel von Koblenz bis Metz schiffbar gemacht und auch die Staustufe Apach verwirklicht.
Zwischen 2000 und 2006 wurde das Wehr von Gestion centralisée et coordonnée des barrages automatisiert. 2008 wurde festgestellt, dass der Klappschieber eines Wehres nicht mehr voll funktionsfähig war. Er wurde vorerst außer Betrieb genommen. 2009 erfolgten weitere Überprüfungen und Reparaturen.
Die Entwicklung des Gütertransportverkehrs weist steigende Tendenzen auf. In den acht Jahren zwischen 1993 und 2001 stieg der Gütertransport um mehr als 25 % an. Der Großteil der Fracht wird von niederländischen und belgischen Schiffen transportiert, unter 10 % von deutschen Schiffen, weniger als 1 % von französischen bzw. luxemburgischen Schiffen.

## Staustufen
Ab etwa Höhe der Schleusentore der Schleuse Apach  beginnt auf eine Länge von rund 36,5 km der Mosel bis Wasserbillig/ Wasserbilligerbrück ein gemeinsames Hoheitsgebiet von Deutschland und Luxemburg (Mosel-Kondominium).
Wenige Meter unterhalb der Staustufe Apach befindet sich die 1958 erbaute Moselbrücke Schengen (Schengen ↔ Perl / N10 ↔ B 407).

## Technische Daten

### Schleuse
Die Schiffsschleuse der Staustufe liegt am französischen Ufer bei Apach auf französischem Hoheitsgebiet. Es ist eine Schleuse mit einer rechteckigen Schleusenkammer mit einer nutzbaren Länge von 172 Metern und einer Breite von 12 Metern. Die Fallhöhe beträgt im Mittel 4,40 Meter. Die Schleuse können Schiffe mit einer Breite bis 11,40 Meter passieren. Die Schleuse ist vom Wehr durch eine etwa 400 m lange und 70 m breite Insel getrennt, die fast ganz auf französischem Hoheitsgebiet liegt. Lediglich der unterste flussabwärts liegende Zipfel der Insel ist im Bereich des deutsch-luxemburgischen Kondominiums.

### Wehr
Das an die Insel anschließende Wehr, das teilweise auf luxemburgischem, teilweise auf französischem Hoheitsgebiet liegt, kann dem Wasserstand der Mosel angepasst werden, so dass die Stauhöhe weitgehend gleich bleibt. Das Wehr ist 1962 in Betrieb gegangen und besteht aus drei Teilen zu je 27,50 Metern. In zwei Teilen sind Segmentschieber, im dritten Teil ein Klappenschieber in Verwendung.
Die Verwaltung des Wehrs obliegt der staatlichen französischen Wasserstraßenverwaltung (Voies navigables de France – VNF).

### Wasserkraftwerk
An allen zwölf Staustufen in Deutschland und Luxemburg befindet sich je ein Wasserkraftwerk. In Frankreich an weiteren fünf Standorten. Bei den anderen Staustufen an der Mosel ist die Wassermenge nicht ausreichend zur wirtschaftlich rentablen Betreibung eines Wasserkraftwerks. Die zehn deutschen Wasserkraftwerke an der Mosel verfügen insgesamt über eine Leistung von 180 Megawatt. Wegen geringeren Wassermengen haben die luxemburgischen und französischen Wasserkraftwerke eine niedrigere Leistung. Alle 17 Wasserkraftwerke haben eine Gesamtleistung von 209 Megawatt. Die Stauziele und die 17 Wasserkraftwerke an der Mosel werden von der Zentralwarte der RWE Power AG bei Fankel gesteuert.
Das bei der Staustufe Apach befindliche Laufwasserkraftwerk Schengen–Apach (franz.:  Centrale de Schengen-Apach) liegt auf luxemburgischem Hoheitsgebiet und von Schengen aus gesehen (flussaufwärts), am rechten Moselufer. Das Kraftwerk steht in der baulichen Verlängerung des Wehrs. Es wurde von Cefralux, einer Tochtergesellschaft von Société électrique de l’Our (SEO), gebaut und 1995 in Betrieb genommen. Cefralux betreibt auch das Kraftwerk Schengen-Apach. Die durch die Aufstauung bestehende Fallhöhe von 4,40 Meter wird zur Umwandlung von bis zu 4,5 Megawatt Leistung in elektrische Energie genutzt. Zum Vergleich: das bei der rund 180 km weiter unten befindlichen Staustufe Fankel betriebene Laufwasserkraftwerk Fankel, das 1965 in Betrieb genommen wurde, hat eine elektrische Leistung von bis zu 16,4 Megawatt.
Das Kraftwerk Schengen–Apach ist ein Schachtkraftwerk, in dem mit zwei horizontal eingebauten Kaplan-Turbinen mit je drei verstellbaren Laufrädern die Energie umgewandelt wird. Die Kaplanturbinen treiben über ein Getriebe je einen Synchrongenerator an. Das Kraftwerk ist dafür gebaut, dass es vollständig überflutet werden kann.
Direkt neben dem Kraftwerk der Staustufe Apach verläuft die luxemburgische Straße CR 152B (Rue Robert Goebbels) von Schengen nach Contz-les-Bains (in Frankreich: D64F genannt).